# Andinsk folkmusik

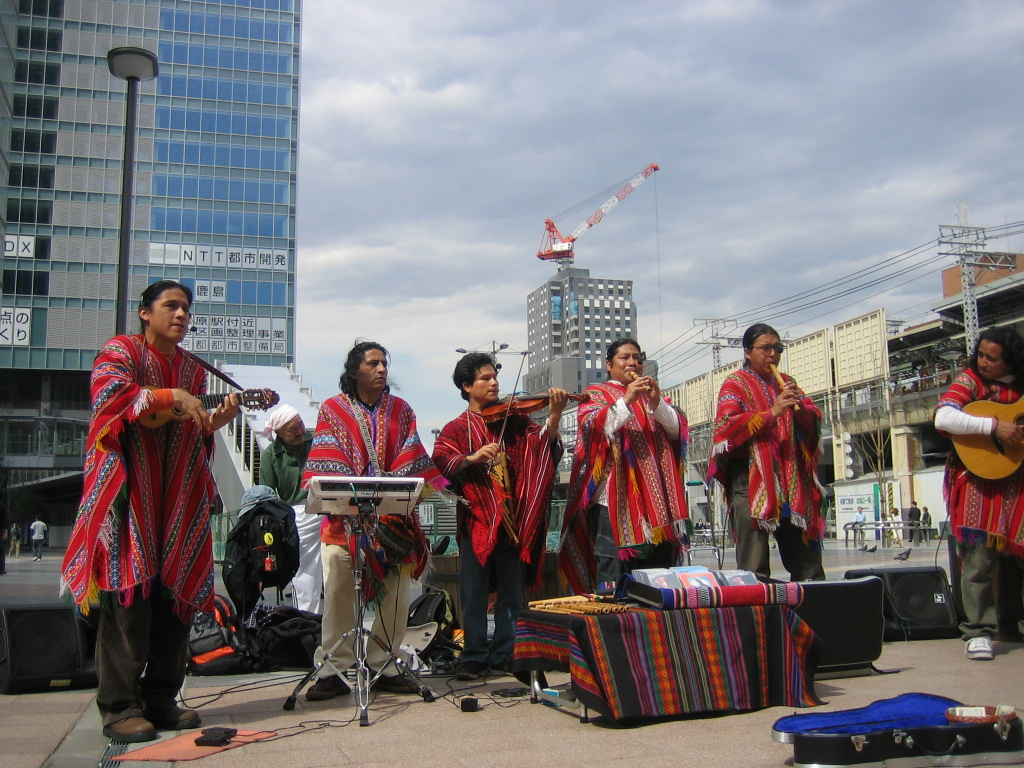
Gatumusikanter från Peru som spelar El Cóndor Pasa i Tokyo

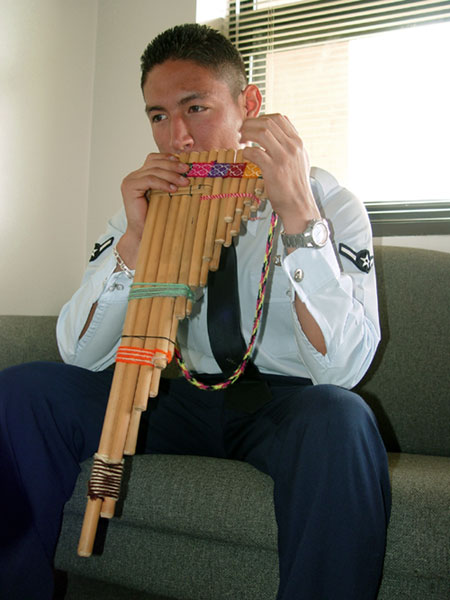
Panflöjt (eller zampoña) är ett typiskt instrument i andinsk musik

Andinsk folkmusik eller andinsk musik är den musik som ursprungligen kommer från området runt Anderna som bebos av quechuafolket, aymarafolket och andra grupper från det gamla inkaimperiet. Idag innefattar begreppet folkmusik från delar av Argentina, Bolivia, Ecuador, Chile, Colombia, Peru och Venezuela.
Andinsk musik har sina rötter på landsbygden i huvudsakligen Peru och Bolivia men spreds under 1960-talet till andra länder.
Nueva Canción-rörelsen från 1970-talet återupplivade genren i Latinamerika och gjorde den populär.   
Andinsk musik är idag populär i resten av Latinamerika och har via olika gatumusiker spridits till stora delar av världen.

## Instrument
Typiska instrument inom andinsk musik är:
- panflöjt, det finns olika typer av panflöjter t.ex. sicu. Dessa är traditionella instrument som varierar i storlek, ton och stil. Instrumenten i denna grupp är gjorda av vass och bambu som finns runt många sjöar i den andinska regionen.
- quena är en annan flöjt som är populär och som även den är tillverkad av bambu. Numera tillverkas den av andra material.
- tarka är en annan flöjt, tillverkad av trä.
- charango, stränginstrument. Liknar  ukelele i storlek.
- bastrumma.

Instrument som gitarr och bas är också vanliga nuförtiden.

## Kända grupper och artister
- Awatiñas
- Chimizapagua
- Génesis de Colombia
- Illapu
- Inkuyo
- Inti-Illimani
- Magaly Solier
- Los Incas
- Los Kjarkas
- Quilapayún
- Rumillajta
- Savia Andina
- Sukay
- Wendy Sulca